# Вецмилгравис

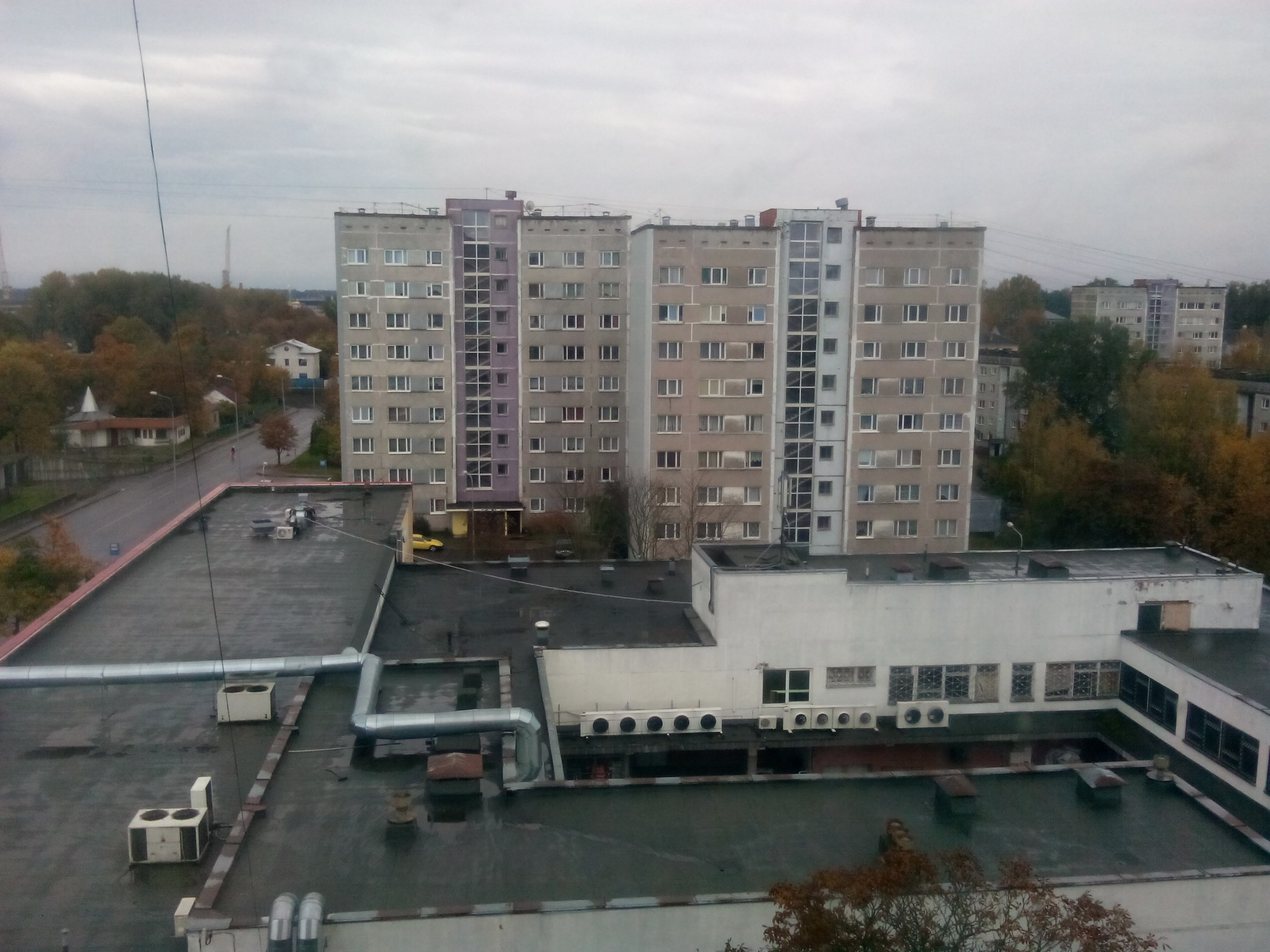
Вид на Вецмилгравис

Ве́цмилгравис (латыш. Vecmīlgrāvis, в буквальном переводе — «Старый Милгравис») — микрорайон Риги, расположенный в Северном районе, между протоком озера Кишэзерс Милгрависом, Даугавой и Мангальсалой.
Граничит с Милгрависом, Трисциемсом и Вецдаугавой.
В Вецмилгрависе находится железнодорожная станция Зиемельблазма на линии Рига — Скулте.

## История
Топоним «Милгравис» (Мюльграбен, нем. Mühlgraben — Мельничный канал) известен с XIII века.
Населённым пунктом Вецмилгравис становится во 2-й половине XIX века. До начала XX века Вецмилгравис был небольшим посёлком (в 1909 году здесь проживало в бараках 200 рыбаков и портовых рабочих). В 1876 году было открыто Мангальское мореходное училище, в 1889 году — лесопильня А. Домбровского.
В 1900 году распахнулись двери школы и детского сада для детей работников лесопилки, 15 августа 1904 года состоялось торжественное открытие культурно-просветительного безалкогольного общества «Зиемельблазма».

## Современное состояние
Вецмилгравис — очень зелёный микрорайон. Из-за небольшого населения и, как следствие, незначительного количества автомашин Вецмилгравис можно назвать одним из наиболее экологически чистых районов Риги; грузовые машины направляются в объезд (по улицам Эммас — Мелдру — Атлантияс), а промышленные объекты, расположенные на территории микрорайона, не загрязняют атмосферу. В Вецмилгрависе располагаются следующие предприятия: комбинат по переработке древесины «Милгравис», который находится на окраине микрорайона, топливный терминал, раздающий топливо бензовозам, грузовой порт «Ринужи», судостроительный завод (AS Rīgas Kuģu Būvētava), Мангальский судоремонтный завод и Рижский морской рыболовный порт.
Главная улица названа именем Августа Домбровского (Augusta Dombrovska iela).

## Учебные заведения
- Рижская Ринужская средняя школа
- Рижская 31-я средняя школа
- Рижская 46-я средняя школа
- Музыкальная школа имени Августа Домбровского
- Детский и юношеский центр «Милгравис» (художественная школа)

## Транспорт
Автобусы
- 2 Вецмилгравис — улица Абренес
- 24 Мангальсала — улица Абренес
- 29 Межциемс — Вецмилгравис (в летний сезон продлевается до Вецаки)
- 58 Пурвциемс — Вецмилгравис (в летний сезон продлевается до Вецаки)

Электропоезд
- Станция Зиемельблазма на линии Рига — Скулте